# Emidio Agostinoni
Emidio Agostinoni (o Agostinone) (Montesilvano, 13 maggio 1879 – Montesilvano, 28 settembre 1933) è stato un politico, giornalista, fotografo e pedagogo italiano.

## Biografia
Esercitò inizialmente l'attività di maestro elementare; si trasferì a Milano dove si dedicò al giornalismo. Fondò il periodico La cultura popolare, pubblicato a Milano, a partire dal 1911, per  cura della Unione italiana della cultura popolare. Collaborò al quotidiano l'Avanti! e a numerosi periodici tra i quali L'Illustrazione italiana, La Lettura, Il Secolo XX, Nuova antologia, Critica sociale, sia come scrittore che come fotografo.
Al centro dei suoi interessi furono i problemi della scuola e dell'istruzione, la lotta all'analfabetismo  e più in generale l'emancipazione delle classi lavoratrici, con indagini, articoli e servizi fotografici sulla condizione dei contadini e dei pastori; da sottolineare il volume di legislazione scolastica redatto nel 1906 con Enrico Giuriati; Agostinoni realizzò anche pubblicazioni riguardanti il territorio, il paesaggio e i monumenti d'Abruzzo, pubblicazioni edite dalla casa editrice Istituto d'Arti grafiche di Bergamo e per le quali il giornalista curò anche l'apparato iconografico.
Nel 1919 e 1921 fu eletto deputato socialista rispettivamente per i collegi di Teramo e L'Aquila. Si schierò tra i riformisti. All'avvento del fascismo interruppe ogni attività pubblica e giornalistica e si ritirò a vita privata nella sua casa di Montesilvano.
Morì nel settembre del 1933.
Montesilvano gli ha intitolato la biblioteca comunale e il liceo scientifico.

## Opere
- Dalla terra d'Abruzzo. Otto lettere al giornale “Lombardia” di Milano, Milano, R.Sandron, 1905; e anche 2. ed, Montesilvano, Associazione culturale Amici del Libro Abruzzese, 2000;
- (Scritto con Enrico Giuriati), Storia della legislazione scolastica sub-elementare, elementare e normale, con prefazione di V.E. Orlando, Treviso, Zoppelli, 1907;
- L'agonia di Messina. Cento illustrazioni da fotografie di Emidio Agostinoni, Giacomo Brogi e Mario Corsi … , Roma, L'Italia industriale artistica, 1908;
- Il Fucino, Bergamo, Istituto italiano d'arti grafiche, 1908, con fotografie di Emidio Agostinoni;
- Altipiani d'Abruzzo, Bergamo: Istituto italiano d'arti grafiche, 1912, con fotografie di Emidio Agostinoni;
- Maioliche e Maiolicari D'Abruzzo, Milano, 1906,  pp. 854/864 con illustrazioni. La Fabbrica Cappelletti in Rapino.

Per gli interventi di Agostinoni in veste di deputato si rinvia a “Atti del Parlamento italiano” per le legislature XXV e XXVI.